# 東川続
東川 続（ひがしかわ ひで、2002年7月13日 - ）は、石川県出身のサッカー選手。ポジションはフォワード (FW)。シンガポールプレミアリーグ・BGタンピネス・ローバースFC所属。
実父は元プロサッカー選手の東川昌典。

## 経歴
四国学院大学香川西高校から国士舘大学に進学して2025年にJ3に加盟した栃木シティFCに加入した。
2025年2月15日、J3リーグ開幕戦のSC相模原戦でJリーグ初出場を果たした。2025年シーズン前半はJ3リーグ9試合に出場した。
2025年6月27日、1年間の期限付き移籍でシンガポールのBGタンピネス・ローバースFCに加入。

## 所属クラブ
- FC.TON
- ツエーゲン金沢U15
- 四国学院大学香川西高校
- 国士舘大学
- 2025年 -  栃木シティFC
  - 2025年7月 -  BGタンピネス・ローバースFC（期限付き移籍）

## 個人成績
| 国内大会個人成績 | 国内大会個人成績 | 国内大会個人成績 | 国内大会個人成績 | 国内大会個人成績 | 国内大会個人成績 | 国内大会個人成績 | 国内大会個人成績 | 国内大会個人成績 | 国内大会個人成績 | 国内大会個人成績 | 国内大会個人成績 |
| 年度             | クラブ           | 背番号           | リーグ           | リーグ戦         | リーグ戦         | リーグ杯         | リーグ杯         | オープン杯       | オープン杯       | 期間通算         | 期間通算         |
| 年度             | クラブ           | 背番号           | リーグ           | 出場             | 得点             | 出場             | 得点             | 出場             | 得点             | 出場             | 得点             |
| 日本             | 日本             | 日本             | 日本             | リーグ戦         | リーグ戦         | リーグ杯         | リーグ杯         | 天皇杯           | 天皇杯           | 期間通算         | 期間通算         |
| ---------------- | ---------------- | ---------------- | ---------------- | ---------------- | ---------------- | ---------------- | ---------------- | ---------------- | ---------------- | ---------------- | ---------------- |
| 2025             | 栃木C            | 25               | J3               | 9                | 0                | 1                | 0                | -                | -                | 10               | 0                |
| 通算             | 日本             | 日本             | J3               | 9                | 0                | 1                | 0                | -                | -                | 10               | 0                |
| 総通算           | 総通算           | 総通算           | 総通算           | 9                | 0                | 1                | 0                | -                | -                | 10               | 0                |

出場歴
- Jリーグ初出場 2025年2月15日 J3第1節 SC相模原戦（CITY FOOTBALL STATION）